# Зданович, Александр
Александр Здано́вич (пол. Aleksander Zdanowicz, 1808—1868) — польский писатель, педагог, филолог, автор книг. Отец И. Здановича.

## Биография
Александр Зданович родился в 1808 году в  д.Бельковичи Игуменском уезде Минской губернии и происходил из бедной шляхетской семьи; получив первоначальное образование в базилианской школе в селе Лядах, близ Игумена.
Александр Зданович два года трудился в качестве домашнего учителя, чтоб собрать средства, необходимые для получения дальнейшего образования, и в 1827 году поступил на словесное отделение Виленского университета, который окончил в 1831 году со степенью кандидата.
После получения степени преподавал в Виленском шляхетском институте латинский язык и историю, был помощником Одынца по редактированию «Виленского вестника» и принадлежал к редакции Оргельбрандовского «Słownika języka polskiego», план которого был им же и придуман.
В 1859 году Александр Антонович Зданович являлся действительным членом личного состава Музеума древнойстей Виленской археологической комиссии. В 1863 году он был задержан и подвергнут допросам в связи с участием своего сына в восстании. В этот же период третье издание его книги «Очерк польской истории для детей», оказавшей значительное влияние на общественное мнение, было конфисковано и уничтожено властями.